# Morgan Ensberg
Morgan Paul Ensberg (* 26. August 1975 in Redondo Beach, Kalifornien) ist ein ehemaliger US-amerikanischer Baseballspieler. Er war Third Baseman und spielte von 2000 bis 2008 in der Major League.
Ensberg besuchte die University of Southern California, wo er für deren Baseball-Team, die Trojans, spielte. 1998 wurde er von den Houston Astros gedraftet, am 20. September 2000 bestritt er sein erstes Match in der obersten Profiliga. Das Jahr 2005 war die beste Saison des Rechtshänders, Ensberg wurde auch für das MLB All-Star Game einberufen.
Danach folgten zwei schwächere Saisonen, so dass Ensberg Mitte 2007 nach 673 Spielen für die Astros an die San Diego Padres weitergegeben wurde. 2008 unterzeichnete er einen Vertrag mit den New York Yankees, kam für sie aber nur 28-mal zum Einsatz. Sein letztes Spiel in der Major League bestritt er am 25. Mai 2008. Nachdem Morgan Ensberg keinen neuen Vertrag bei einem der Major-League-Teams erhalten hatte, beendete er 2009 seine Karriere.